# Watanhura II
Watanhura II is een bestuurslaag in het regentschap Flores Timur van de provincie Oost-Nusa Tenggara, Indonesië. Watanhura II telt 483 inwoners (volkstelling 2010).